# Bayside (ort i Irland)
Bayside är en ort i republiken Irland. Den ligger i den östra delen av landet, 9 km nordost om huvudstaden Dublin. Bayside ligger 5 meter över havet och antalet invånare är 4 511.
Terrängen runt Bayside är platt. Havet är nära Bayside åt sydost. Närmaste större samhälle är Dublin, 9,5 km sydväst om Bayside. 
Klimatet i trakten är tempererat. 